# لونت اوزومجو
لونت اوزومجو (ترکی استانبولی: Levent Üzümcü؛ زادهٔ ۶ ژوئیهٔ ۱۹۷۲) هنرپیشه اهل ترکیه است.
از سال ۱۹۹۶ او فعالیت حرفه‌ای خود را در تئاتر در استانبول آغاز کرد.
از آثاری که وی در آن‌ها شرکت داشته‌است می‌توان به حرم سلطان اشاره کرد.